# Hall Overton
Hall Overton (* 23. Februar 1920 in Bangor, Michigan; † 24. November 1972 in New York City, New York) war ein US-amerikanischer Jazz-Pianist, Arrangeur, Komponist und Musikpädagoge.

## Leben und Wirken
Overton wuchs in Grand Rapids in Michigan auf und studierte von 1940 bis 1942 am „Chicago Musical College“ und – unterbrochen vom Wehrdienst im Zweiten Weltkrieg, wo er den Jazz kennenlernte – von 1947 bis 1951 an der New Yorker Juilliard School (Komposition bei Vincent Persichetti) und 1953 bei Darius Milhaud. Er komponierte Kammermusik und eine Sinfonie, beschäftigte sich seit 1946 jedoch auch mit Jazz, spielte als Pianist bei Aufnahmen von Teddy Charles, Stan Getz, Phil Woods, Duke Jordan, Oscar Pettiford und Jimmy Raney mit.
Thelonious Monk beauftragte ihn mit der Orchestrierung einiger seiner Stücke für Bigband; sie wurden am 28. Februar 1959 live in der New Yorker Town Hall aufgeführt und erschienen unter dem Titel The Thelonious Monk Orchestra at Town Hall. Seine Zusammenarbeit mit Monk wurde vom Fotografen W. Eugene Smith in Bild- und Ton-Dokumenten festgehalten, die 2009 im Jazz Loft Project veröffentlicht wurden. Monk nahm 1963 noch ein weiteres Live-Album mit Orchesterarrangements von Hall Overton im New Yorker Lincoln Center auf. Es erschien 1964 unter dem Titel Big Band and Quartet in Concert.
Für John Lewis und das Orchestra U. S. A. komponierte er 1964 das Stück „Sonorities“. 1972 wurde seine Oper „Huckleberry Finn“ einen Monat vor seinem Tod von der Juilliard Opera Company aufgeführt.
Daneben hat sich Hall Overton als Komponist, Lehrer (Schüler waren u. a. Wendell Marshall, Mark Levine, Leif Segerstam und Teddy Charles) und Musiktheoretiker einen Namen gemacht. Er arbeitete ab Anfang der 1950er Jahre an der Juilliard School of Music und zusätzlich an der Yale School of Music sowie ab 1962 an der New School for Social Research. Neben bekannten Jazzmusikern zählte die Milliardärin Doris Duke zu seinen Schülern. Sein Loft in der 6th Avenue war ein beliebter Treffpunkt für Jamsessions.
Er war seit 1949 mit Nancy Swain verheiratet und hatte zwei Söhne; einer ist der Komödiant und Schauspieler Rick Overton.

## Diskographische Hinweise
- Teddy Charles: New Directions (OJC, 1951–53)
- Jimmy Raney: A (OJC, 1954–55)
- Laboratory Series (Signal Records, 1955)
- Stan Getz: Early Getz (OJC, 1949–53)